# 1999-2000シーズンのNBA
1999-2000シーズンのNBAは、NBAの54回目のシーズンである。

## ドラフト
ドラフトではエルトン・ブランドがシカゴ・ブルズから全体1位指名を受けた。この年のドラフトではブランドのほか、コーリー・マゲッティなどデューク大学出身の選手4人が1巡目で指名を受けており、同じ大学出身から4人の選手が1巡目指名を受けた初めてのドラフトとなった。スティーブ・フランシス(2位)、バロン・デイビス(3位)、ラマー・オドム(4位)、ジョナサン・ベンダー(5位)、ウォーリー・ザービアック(6位)、リチャード・ハミルトン(7位)、アンドレ・ミラー(8位)、ショーン・マリオン(9位)、ジェイソン・テリー(10位)、コーリー・マゲッティ(13位)、ロン・アーテスト (現：メッタ・ワールド・ピース)(16位)、ジェームズ・ポージー(18位)、ディオン・グローバー(20位)、ジェフ・フォスター(21位)、ケニー・トーマス(22位)、デヴィン・ジョージ(23位)、アンドレイ・キリレンコ(24位)、ジュマイン・ジョーンズ(27位)、スコット・パジェット(28位)、マイケル・ラフィン(32位)、カルビン・ブース(35位)、ゴーダン・ギリチェック(40位)、フランシスコ・エルソン(41位)、リー・ネイロン(43位)、マヌ・ジノビリ(57位)らが指名を受けている。ドラフト外選手にはクリス・アンダーセン、ラジャ・ベルなどがいる。
オールスターには、E・ブランド、S・フランシス、B・デイビス、W・ザービアック、R・ハミルトン、S・マリオン、M・ワールド・ピース、A・キリレンコ、M・ジノビリの9人が選出されている。
　詳細は1999年のNBAドラフトを参照

## シーズン

### オールスター
- 開催地：オークランド
- オールスターゲーム　ウエスト 137－126 イースト
- MVP：シャキール・オニール／ティム・ダンカン
- スラムダンクコンテスト優勝：ヴィンス・カーター　（トロント・ラプターズ）
- スリーポイント・シュートアウト：ジェフ・ホーナセック　（ユタ・ジャズ）

※2年の空白期間を経て、スラムダンクコンテストが復活。

### イースタン・カンファレンス
| Team                     | W  | L  | PCT  | GB |
| ------------------------ | -- | -- | ---- | -- |
| マイアミ・ヒート         | 52 | 30 | .634 | -  |
| ニューヨーク・ニックス   | 50 | 32 | .610 | 2  |
| フィラデルフィア・76ers  | 49 | 33 | .598 | 3  |
| オーランド・マジック     | 41 | 41 | .500 | 11 |
| ボストン・セルティックス | 35 | 47 | .427 | 17 |
| ニュージャージー・ネッツ | 31 | 51 | .378 | 21 |
| ワシントン・ウィザーズ   | 29 | 53 | .354 | 23 |

| Team                           | W  | L  | PCT  | GB |
| ------------------------------ | -- | -- | ---- | -- |
| インディアナ・ペイサーズ       | 56 | 26 | .683 | -  |
| シャーロット・ホーネッツ       | 49 | 33 | .598 | 7  |
| トロント・ラプターズ           | 45 | 37 | .549 | 11 |
| デトロイト・ピストンズ         | 42 | 40 | .512 | 14 |
| ミルウォーキー・バックス       | 42 | 40 | .512 | 14 |
| クリーブランド・キャバリアーズ | 32 | 50 | .390 | 24 |
| アトランタ・ホークス           | 28 | 54 | .341 | 28 |
| シカゴ・ブルズ                 | 17 | 65 | .207 | 39 |

### ウエスタン・カンファレンス
| Team                         | W  | L  | PCT  | GB |
| ---------------------------- | -- | -- | ---- | -- |
| ユタ・ジャズ                 | 55 | 27 | .671 | -  |
| サンアントニオ・スパーズ     | 53 | 29 | .646 | 2  |
| ミネソタ・ティンバーウルブズ | 50 | 32 | .610 | 5  |
| ダラス・マーベリックス       | 40 | 42 | .488 | 15 |
| デンバー・ナゲッツ           | 35 | 47 | .427 | 20 |
| ヒューストン・ロケッツ       | 34 | 48 | .415 | 21 |
| バンクーバー・グリズリーズ   | 22 | 60 | .268 | 33 |

| Team                               | W  | L  | PCT  | GB |
| ---------------------------------- | -- | -- | ---- | -- |
| ロサンゼルス・レイカーズ           | 67 | 15 | .817 | -  |
| ポートランド・トレイルブレイザーズ | 59 | 23 | .720 | 8  |
| フェニックス・サンズ               | 53 | 29 | .646 | 14 |
| シアトル・スーパーソニックス       | 45 | 37 | .549 | 22 |
| サクラメント・キングス             | 44 | 38 | .537 | 23 |
| ゴールデンステート・ウォリアーズ   | 19 | 63 | .232 | 48 |
| ロサンゼルス・クリッパーズ         | 15 | 67 | .183 | 52 |

### スタッツリーダー
| 部門       | 選手                   | チーム                   | AVG  |
| ---------- | ---------------------- | ------------------------ | ---- |
| 得点       | シャキール・オニール   | ロサンゼルス・レイカーズ | 29.7 |
| リバウンド | ディケンベ・ムトンボ   | アトランタ・ホークス     | 14.1 |
| アシスト   | ジェイソン・キッド     | フェニックス・サンズ     | 10.1 |
| スティール | エディー・ジョーンズ   | シャーロット・ホーネッツ | 2.7  |
| ブロック   | アロンゾ・モーニング   | マイアミ・ヒート         | 3.7  |
| FG%        | シャキール・オニール   | ロサンゼルス・レイカーズ | 57.4 |
| FT%        | ジェフ・ホーナセック   | ユタ・ジャズ             | 95.0 |
| 3FG%       | ヒューバート・デイビス | ダラス・マーベリックス   | 49.1 |

### 各賞
- 最優秀選手: シャキール・オニール, ロサンゼルス・レイカーズ
- ルーキー・オブ・ザ・イヤー：エルトン・ブランド, シカゴ・ブルズ／スティーブ・フランシス, ヒューストン・ロケッツ
- 最優秀守備選手賞: アロンゾ・モーニング, マイアミ・ヒート
- シックスマン賞: ロドニー・ロジャーズ, フェニックス・サンズ
- MIP: ジェイレン・ローズ, インディアナ・ペイサーズ
- 最優秀コーチ賞: ドック・リバース, オーランド・マジック
- All-NBA First Team:
  - F - ティム・ダンカン, サンアントニオ・スパーズ
  - F - ケビン・ガーネット, ミネソタ・ティンバーウルブズ
  - C - シャキール・オニール, ロサンゼルス・レイカーズ
  - G - ゲイリー・ペイトン, シアトル・スーパーソニックス
  - G - ジェイソン・キッド, フェニックス・サンズ
- All-NBA Second Team:
  - F - カール・マローン, ユタ・ジャズ
  - F - グラント・ヒル, デトロイト・ピストンズ
  - C - アロンゾ・モーニング, マイアミ・ヒート
  - G - アレン・アイバーソン, フィラデルフィア・76ers
  - G - コービー・ブライアント, ロサンゼルス・レイカーズ
- All-NBA Third Team:
  - F - クリス・ウェバー, サクラメント・キングス
  - F - ヴィンス・カーター, トロント・ラプターズ
  - C - デビッド・ロビンソン, サンアントニオ・スパーズ
  - G - エディー・ジョーンズ, シャーロット・ホーネッツ
  - G - ステフォン・マーブリー, ニュージャージー・ネッツ
- All-Defensive First Team:
  - ティム・ダンカン, サンアントニオ・スパーズ
  - ケビン・ガーネット, ミネソタ・ティンバーウルブズ
  - アロンゾ・モーニング, マイアミ・ヒート
  - ゲイリー・ペイトン, シアトル・スーパーソニックス
  - コービー・ブライアント, ロサンゼルス・レイカーズ
- All-Defensive Second Team:
  - スコッティ・ピッペン, ポートランド・トレイルブレイザーズ
  - クリフォード・ロビンソン, フェニックス・サンズ
  - シャキール・オニール, ロサンゼルス・レイカーズ
  - エディー・ジョーンズ, シャーロット・ホーネッツ
  - ジェイソン・キッド, フェニックス・サンズ
- All-Rookie First Team:
  - エルトン・ブランド, シカゴ・ブルズ
  - スティーブ・フランシス, ヒューストン・ロケッツ
  - ラマー・オドム, ロサンゼルス・クリッパーズ
  - ウォーリー・ザービアック, ミネソタ・ティンバーウルブズ
  - アンドレ・ミラー, クリーブランド・キャバリアーズ
- All-Rookie Second Team:
  - ショーン・マリオン, フェニックス・サンズ
  - ロン・アーテスト, シカゴ・ブルズ
  - ジェームス・ポージー, デンバー・ナゲッツ
  - ジェイソン・テリー, アトランタ・ホークス
  - チャッキー・アトキンス, オーランド・マジック

### シーズン概要
- 前季チャンピオンチームのサンアントニオ・スパーズは優勝した時ほどの勢いが見られず、53勝29敗と勝率を落とした。チームの中心選手はティム・ダンカンを除いてはみな30台半ばに達しており、チームの若返りが急務となった。さらにシーズン終盤にはダンカンが故障に見舞われ、プレーオフも全休するというアクシデントに見舞われている。そのスパーズとファイナルで争ったニューヨーク・ニックスは、ファイナルを全休したパトリック・ユーイングにかわってラトレル・スプリーウェル、アラン・ヒューストンらが台頭を見せ、このシーズンは前季を上回る50勝を記録した。
- ウエスト屈指の強豪でありながらなかなかファイナルに進出できないロサンゼルス・レイカーズは、シカゴ・ブルズを6度の優勝に導いた名将フィル・ジャクソンを招聘し、67勝を記録してリーグトップの勝率を収めた。なお、同じロサンゼルス、ステイプルズ・センターに本拠地を置くロサンゼルス・クリッパーズはリーグ最下位となっており、そのゲーム差は実に52試合だった。
- 大胆な補強を重ねるポートランド・トレイルブレイザーズはこのシーズン前も、アイザイア・ライダーを放出するかわりにスティーヴ・スミスを獲得し、さらにスコッティ・ピッペンも加入。ラシード・ウォーレス、デイモン・スタウダマイアー、デトレフ・シュレンプ、アルヴィーダス・サボニス、ボンジ・ウェルズ、スミス、ピッペンらを揃えたリーグ屈指のタレント陣を誇り、59勝を記録した。
- レジー・ミラー率いるインディアナ・ペイサーズは、ジェイレン・ローズが大きな成長を見せ、2年連続でカンファレンストップの成績を収めた。
- ケビン・ガーネット擁するミネソタ・ティンバーウルブズは新人ウォーリー・ザービアックが即戦力として活躍し、チーム史上初となる50勝を達成した。しかしプレーオフでは1回戦敗退の日々が続く。
- 前季戦力の流出でプレーオフ出場を逃したシャーロット・ホーネッツは、前季途中からヘッドコーチに就いたポール・サイラス采配のもと、新戦力のエディー・ジョーンズやデリック・コールマンが中心となるチームに生まれ変わり、49勝を記録してプレーオフにも復帰した。
- ヴィンス・カーター、トレイシー・マグレディの若手ウィングを擁するトロント・ラプターズは、ベテランのアントニオ・デイビスを獲得し、45勝を記録して創部5年目にしてチーム史上初のプレーオフに進出した。
- 故障がちになったアンファニー・ハーダウェイはシーズン前にオーランド・マジックからフェニックス・サンズに移籍。サンズのジェイソン・キッドとのコンビは"バックコート2000"と呼ばれ注目を集めたが、ハーダウェイはこのシーズンも22試合を欠場し、成績も全盛期に比べると寂しいものとなった。サンズは53勝の好成績を記録するも、シーズン終盤には今度はキッドが故障で戦線を離脱した。ハーダウェイを放出したマジックは大幅に勝率を落としてプレーオフ進出も逃した。
- スコッティ・ピッペンが僅か1シーズンで去ったヒューストン・ロケッツは、チャールズ・バークレーもシーズン半ばで引退。アキーム・オラジュワン、バークレー、ピッペンのビッグスリー構想は脆くも崩れ去り、大幅に負け越したこのシーズンはプレーオフ進出も8シーズンぶりに逃した。ロケッツに2度の優勝をもたらしたオラジュワンもキャリア末期を迎えており、ロケッツはシーズン前にシャンドン・アンダーソンを獲得するなどチームの大幅な若返りを敢行し、新人王を獲得したスティーブ・フランシス、2年目のカッティノ・モブリーを中心とする再建モードに突入した。
- アトランタ・ホークスはシーズン前に思い切ったトレードを行い、中心選手だったスティーヴ・スミスとムーキー・ブレイロックを同時に放出し、アイザイア・ライダーとジム・ジャクソン、新人のジェイソン・テリーを獲得したが、このトレードが失敗に終わり、大きく負け越した。80年代後半から90年代を強豪チームとして過ごしたホークスは、以後長期に渡る低迷期へと突入する。
- 栄光の時代を終え、リーグ最下層のチームに転落したシカゴ・ブルズはトニー・クーコッチも放出し、新人王を獲得したエルトン・ブランドを中心とした再建計画を歩み始めた。

## プレーオフ・ファイナル
|  | 1回戦 | 1回戦                | 1回戦 |                      |    | カンファレンス準決勝 | カンファレンス準決勝 | カンファレンス準決勝 |  |  | カンファレンス決勝 | カンファレンス決勝 | カンファレンス決勝 |  |  | ファイナル | ファイナル | ファイナル |  |
|  |       |                      |       |                      |    |                      |                      |                      |  |  |                    |                    |                    |  |  |            |            |            |  |
|  | 1     | レイカーズ           | 3     |                      |    |                      |                      |                      |  |  |                    |                    |                    |  |  |            |            |            |  |
|  | 1     | レイカーズ           | 3     |                      |    |                      |                      |                      |  |  |                    |                    |                    |  |  |            |            |            |  |
|  | 8     | キングス             | 2     |                      |    |                      |                      |                      |  |  |                    |                    |                    |  |  |            |            |            |  |
|  | 8     | キングス             | 2     |                      | 1  | レイカーズ           | 4                    |                      |  |  |                    |                    |                    |  |  |            |            |            |  |
|  |       |                      |       |                      | 1  | レイカーズ           | 4                    |                      |  |  |                    |                    |                    |  |  |            |            |            |  |
|  |       |                      | 5     | サンズ               | 1  |                      |                      |                      |  |  |                    |                    |                    |  |  |            |            |            |  |
|  | 4     | スパーズ             | 5     | サンズ               | 1  | 1                    |                      |                      |  |  |                    |                    |                    |  |  |            |            |            |  |
|  | 4     | スパーズ             |       |                      |    |                      |                      |                      |  |  |                    |                    |                    |  |  |            |            |            |  |
|  | 5     | サンズ               | 3     |                      |    |                      |                      |                      |  |  |                    |                    |                    |  |  |            |            |            |  |
|  | 5     | サンズ               | 3     |                      | 1  | レイカーズ           | 4                    |                      |  |  |                    |                    |                    |  |  |            |            |            |  |
|  |       |                      |       |                      |    |                      |                      |                      |  |  |                    |                    |                    |  |  |            |            |            |  |
|  |       |                      | 3     | トレイルブレイザーズ | 3  |                      |                      |                      |  |  |                    |                    |                    |  |  |            |            |            |  |
|  | 3     | トレイルブレイザーズ | 3     | トレイルブレイザーズ | 3  | 3                    |                      |                      |  |  |                    |                    |                    |  |  |            |            |            |  |
|  | 3     | トレイルブレイザーズ |       |                      |    |                      |                      |                      |  |  |                    |                    |                    |  |  |            |            |            |  |
|  | 6     | ティンバーウルブズ   | 1     |                      |    |                      |                      |                      |  |  |                    |                    |                    |  |  |            |            |            |  |
|  | 6     | ティンバーウルブズ   | 1     |                      | 3  | トレイルブレイザーズ | 4                    |                      |  |  |                    |                    |                    |  |  |            |            |            |  |
|  |       |                      |       |                      | 3  | トレイルブレイザーズ | 4                    |                      |  |  |                    |                    |                    |  |  |            |            |            |  |
|  |       |                      | 2     | ジャズ               | 1  |                      |                      |                      |  |  |                    |                    |                    |  |  |            |            |            |  |
|  | 2     | ジャズ               | 2     | ジャズ               | 1  | 3                    |                      |                      |  |  |                    |                    |                    |  |  |            |            |            |  |
|  | 2     | ジャズ               |       |                      |    |                      |                      |                      |  |  |                    |                    |                    |  |  |            |            |            |  |
|  | 7     | スーパーソニックス   | 2     |                      |    |                      |                      |                      |  |  |                    |                    |                    |  |  |            |            |            |  |
|  | 7     | スーパーソニックス   | 2     |                      | W1 | レイカーズ           | 4                    |                      |  |  |                    |                    |                    |  |  |            |            |            |  |
|  |       |                      |       |                      |    |                      |                      |                      |  |  |                    |                    |                    |  |  |            |            |            |  |
|  |       |                      | E1    | ペイサーズ           | 2  |                      |                      |                      |  |  |                    |                    |                    |  |  |            |            |            |  |
|  | 1     | ペイサーズ           | E1    | ペイサーズ           | 2  | 3                    |                      |                      |  |  |                    |                    |                    |  |  |            |            |            |  |
|  | 1     | ペイサーズ           |       |                      |    |                      |                      |                      |  |  |                    |                    |                    |  |  |            |            |            |  |
|  | 8     | バックス             | 2     |                      |    |                      |                      |                      |  |  |                    |                    |                    |  |  |            |            |            |  |
|  | 8     | バックス             | 2     |                      | 1  | ペイサーズ           | 4                    |                      |  |  |                    |                    |                    |  |  |            |            |            |  |
|  |       |                      |       |                      | 1  | ペイサーズ           | 4                    |                      |  |  |                    |                    |                    |  |  |            |            |            |  |
|  |       |                      | 5     | 76ers                | 2  |                      |                      |                      |  |  |                    |                    |                    |  |  |            |            |            |  |
|  | 4     | ホーネッツ           | 5     | 76ers                | 2  | 1                    |                      |                      |  |  |                    |                    |                    |  |  |            |            |            |  |
|  | 4     | ホーネッツ           |       |                      |    |                      |                      |                      |  |  |                    |                    |                    |  |  |            |            |            |  |
|  | 5     | 76ers                | 3     |                      |    |                      |                      |                      |  |  |                    |                    |                    |  |  |            |            |            |  |
|  | 5     | 76ers                | 3     |                      | 1  | ペイサーズ           | 4                    |                      |  |  |                    |                    |                    |  |  |            |            |            |  |
|  |       |                      |       |                      |    |                      |                      |                      |  |  |                    |                    |                    |  |  |            |            |            |  |
|  |       |                      | 3     | ニックス             | 2  |                      |                      |                      |  |  |                    |                    |                    |  |  |            |            |            |  |
|  | 3     | ニックス             | 3     | ニックス             | 2  | 3                    |                      |                      |  |  |                    |                    |                    |  |  |            |            |            |  |
|  | 3     | ニックス             |       |                      |    |                      |                      |                      |  |  |                    |                    |                    |  |  |            |            |            |  |
|  | 6     | ラプターズ           | 0     |                      |    |                      |                      |                      |  |  |                    |                    |                    |  |  |            |            |            |  |
|  | 6     | ラプターズ           | 0     |                      | 3  | ニックス             | 4                    |                      |  |  |                    |                    |                    |  |  |            |            |            |  |
|  |       |                      |       |                      | 3  | ニックス             | 4                    |                      |  |  |                    |                    |                    |  |  |            |            |            |  |
|  |       |                      | 2     | ヒート               | 3  |                      |                      |                      |  |  |                    |                    |                    |  |  |            |            |            |  |
|  | 2     | ヒート               | 2     | ヒート               | 3  | 3                    |                      |                      |  |  |                    |                    |                    |  |  |            |            |            |  |
|  | 2     | ヒート               |       |                      |    |                      |                      |                      |  |  |                    |                    |                    |  |  |            |            |            |  |
|  | 7     | ピストンズ           | 0     |                      |    |                      |                      |                      |  |  |                    |                    |                    |  |  |            |            |            |  |

- ティム・ダンカン不在という緊急事態に陥ったチャンピオンチーム、サンアントニオ・スパーズは、1回戦でフェニックス・サンズと対決。サンズもまたジェイソン・キッド不在という不幸に見舞われていたが、サンズはかつての先発ポイントガード、ケビン・ジョンソンに現役復帰を依頼し、ジョンソンはこれを受諾。サンズは3勝1敗で上位シードのスパーズを破るというアップセットを果たした。チャンピオンチームがファイナル連覇を果たせなかったのは、1986-87シーズン以来のことである。

### レイカーズ王朝時代の到来
ロサンゼルス・レイカーズはミネアポリス時代のNBA初期に三連覇を含む5度の優勝を果たし、1970年代のジェリー・ウェスト、ウィルト・チェンバレン時代にも1度の優勝、80年代には稀代のスター選手、マジック・ジョンソンやカリーム・アブドゥル＝ジャバーらを中心に"ショータイム"バスケットを展開し、連覇を含む5度の優勝を果たすなど、東のボストン・セルティックスと並ぶリーグ随一の名門チームだった。そのレイカーズもマジック・ジョンソンの突然の引退などで、世界中に空前のNBAブームが起きていた90年代はやや不遇の時代を過ごしていた。そのレイカーズが再浮上の切っ掛けを掴んだのはニック・バン・エクセルやセドリック・セバロス、エディー・ジョーンズらの活躍にあったが、それでも50勝がやっとで、ウエストの強豪チームに対抗するにはやや物足りない陣容だった。彼らが真の強豪の地位を取り戻すのは、シャキール・オニールの合流を待たなければならなかった。
そしてオニールがレイカーズにやってきた1996-97シーズン、レイカーズは56勝、翌シーズンには高卒選手のコービー・ブライアントも加入し、さらに成績を上げてリーグ屈指となる61勝を記録。レイカーズが頂点に返り咲く日は近いかに思われた。
アキーム・オラジュワンもキャリア終盤を迎え、もはやリーグにはオニールに対抗できるセンターは殆ど居なくなっていたが、オニールはマジック時代から膝と腹部に慢性的な故障を抱えており、本来の実力を発揮できないでいた。また彼の唯我独尊的な性格がしばしば問題となり、著しい成長を見せるブライアントも我侭ぶりではオニールに引けを取らなかった。一見順風満帆に見えるレイカーズもチームの内情は決して良好とは言えず、1998-99シーズンは勝率を落とし、プレーオフではカンファレンス準決勝でサンアントニオ・スパーズにスイープ負けを喫した。レイカーズには彼らを導く指導者が必要だった。
レイカーズにとってフィル・ジャクソンは適任のヘッドコーチだった。シカゴ・ブルズ時代の6度の優勝は実績としては十分過ぎるものであり、またマイケル・ジョーダンという暴れ馬を上手く御したという点が、当時のレイカーズには何より必要なものだった。ジャクソンはブルズ時代同様トライアングル・オフェンスを導入し、またジェリー・ウェストGMはオニールとブライアントをサポートするため優秀なロールプレイヤーを集めるため、レイカーズの再興を支えたエクセルやエディー・ジョーンズらは放出し、優勝経験を持つロバート・オーリー、シューターのグレン・ライス、ブルズ時代に後期スリーピートを支えたロン・ハーパー、ショータイム時代の数少ない生き残りであるA.C.グリーンらを獲得した。
優秀な指導者に充実した陣容、ブライアントの更なる成長などで一段階レベルアップしたレイカーズは、さらに故障に悩まされ続けるオニールがこのシーズンは初めてシーズンを通して健康に過ごし、レイカーズはリーグを席巻。史上屈指となる67勝を記録し、また史上4番目となる19連勝も記録した。オニールは自身2度目となる得点王に輝き、またオールスターMVPも獲得。さらに自身初のシーズンMVPにも輝き、得点王、オールスターMVP、シーズンMVPの三冠を達成した。
最高のシーズンを送ったレイカーズだが、プレーオフではウエストの強豪たちがレイカーズの前に立ちはだかった。1回戦では急速に力をつけてきたサクラメント・キングスと対決。レギュラーシーズンの成績では遥かに上回るレイカーズは、このキングスにあわや1回戦敗退というところまで追い込まれたが、3勝2敗で辛うじて退けた。キングスとはこの年を皮切りに3年連続でプレーオフで対戦し、レイカーズと数々の名勝負を演じることになる。カンファレンス準決勝ではフェニックス・サンズを4勝1敗で降すが、カンファレンス決勝のポートランド・トレイルブレイザーズとのシリーズでレイカーズはまたもや苦戦を強いられた。
新旧スター選手を掻き集めるブレイザーズはこのシーズンには、フィル・ジャクソンと数々の栄光を共にしたスコッティ・ピッペンが加わっており、タレントの豊富さではレイカーズをも凌ぐものだった。第1戦ではラシード・ウォーレスのテクニカルファウルによる退場などでレイカーズが完勝したが、第2戦では77-106と、レイカーズにとってこのシーズン、ホームでの最大の敗北を喫した。オレゴン州ポートランドに戦いの場を移して以降は2連勝を飾るも、続く第5戦、第6戦で連敗を喫し、シリーズは第7戦までもつれ込んだ。1勝3敗からの起死回生を演じたブレイザーズは、その余勢を駆って第7戦も優位に進め、第4Qに入っても15得点のリードを奪っていた。レイカーズは窮地に立たされたかに見えたが、ここからブレイザーズは重度のシュートスランプに陥り、13本連続でシュートミスしてしまう。その間一気に追い上げを見せたレイカーズは89-84でこの試合を制し、ブレイザーズの自滅に救われる形で、1991年以来となるファイナル進出を果たした。
東を制したのはインディアナ・ペイサーズだった。レジー・ミラーを擁し、90年代にニューヨーク・ニックスなどと数々の名勝負を繰り広げてきたペイサーズは、王者ブルズをあと一歩のところまで追い詰めた1997-98シーズンにチームとして一つの頂点を迎えた。以後、ミラー、リック・スミッツ、マーク・ジャクソンなど主力選手の高齢化が問題となり始めたペイサーズはベテランのアントニオ・デイビスを放出するなど、チーム内の世代交代を進めようとした。
そしてペイサーズの新シーズンは当人たちにとっても予想以上の好調なシーズンとなった。このシーズンからペイサーズはコンセコ・フィールドハウスに本拠地を移したが、ペイサーズはこの新しいアリーナでホーム25連勝を記録。最終的には57勝でカンファレンストップの成績を収めた。チームの快進撃を支えたジェイレン・ローズは最も成長した選手に贈られるMIPに選ばれた。
プレーオフでは1回戦でトラヴィス・ベストのクラッチ3Pシュートで3勝2敗の末にミルウォーキー・バックスを降すと、カンファレンス準決勝でフィラデルフィア・76ersを4勝2敗で破り、カンファレンス決勝では宿敵ニューヨーク・ニックスと対決。前年は同じ舞台でニックスの前に敗れたが、今回は4勝2敗でペイサーズが勝利し、ペイサーズがNBA加盟以来初となるファイナル進出を果たした。元ABAチームのファイナル進出は、前季のサンアントニオ・スパーズに続き2年連続となった。

#### 第1戦
レイカーズが終始ペイサーズを圧倒し、初戦を104-87で完勝した。
ペイサーズは大黒柱のレジー・ミラーが序盤から不調に陥り、第1Qは全てのショットを外した。結局彼はこの日FG1/16の7得点に終わった。第2Qにはベンチスタートのオースティン・クロージャーがこのクォーターだけで9得点4リバウンドの奮闘を見せ、第3Qにはベテランのマーク・ジャクソンが反撃を試みて一時はその差2点にまで迫ったが、第4Qには再びレイカーズが突き放し、最後は17点差でレイカーズが勝利した。
レイカーズはシャキール・オニールが43得点19リバウンドと初戦から爆発。コービー・ブライアントは14得点5リバウンドを記録した。ペイサーズはマーク・ジャクソンが18得点7アシスト、クロージャーが16得点6リバウンドを記録した。

#### 第2戦
第1戦では終始オニール対策が見出せなかったペイサーズのヘッドコーチ、ラリー・バードは、第2戦では当時オニールを止める殆ど唯一の手段であったハック・ア・シャックを用いた。結果、オニールはこの日の1試合だけで、NBA新記録となる39本のフリースローを打たされ、うち18本しか決まらなかった。しかしこの戦術もこの時のオニールには焼け石に水であり、オニールはこの日も40得点24リバウンドと大暴れをした。ペイサーズにとって幸いだったのは、ブライアントが試合序盤で足首を捻挫し、以降試合に戻らなかったことだった。ペイサーズはブライアント不在につけ込んで辛うじて戦線を維持したが、それでも試合は終始レイカーズペースで進み、最終スコア111-104でレイカーズが2連勝を飾った。
レイカーズはオニールの大活躍のほか、ブライアントの穴を各々21得点を記録したグレン・ライスとロン・ハーパーが埋めた。ペイサーズはジェレイン・ローズが30得点9リバウンド、ミラーが21得点、クロージャーが24得点、マーク・ジャクソンが7得点8アシスト9リバウンドを記録した。

#### 第3戦
第2戦で足首を負傷したブライアントは、第3戦も欠場となった。この日はペイサーズが序盤からペースを握り、第2Qには再びクロージャーが活躍。ペイサーズの12連続得点で前半を17点リードで折り返した。後半に入るとレイカーズが巻き返しを演じ、一時は3点差にまで迫ったが、最後はミラーの正確なフリースローがレイカーズにとどめを刺し、100-91でペイサーズがファイナル初勝利を飾った。
ペイサーズはミラーが33得点、ローズが21得点、デイル・デイビスが12リバウンドを記録したほか、トラヴィス・ベストが14得点、クロージャーが12得点など、ベンチ陣の活躍が光った。レイカーズはオニールが33得点13リバウンド、ロン・ハーパーが14得点5スティール、ベンチスタートのデレック・フィッシャーが10得点10アシストを記録した。

#### 第4戦
ブライアントはそのプレイスタイルと優れた身体能力からマイケル・ジョーダンと度々比較され、また本人もジョーダンを意識しているところがあった。ブライアントがジョーダン2世となるには、ジョーダンが数々の伝説を打ち立てたファイナルで、彼と並ぶ活躍しなければならないが、しかし彼にとって初のファイナルは、故障という災難に見舞われていた。
第2戦で負った故障を引き摺ったままブライアントは第4戦に強行出場し、前半は何とか6得点をあげた。しかしオニールのファウルトラブルなどでなかなかペースを掴めないレイカーズが、54-51の3点ビハインドで前半を折り返すと、ブライアントは一気にゾーンへと突入し、第3Qだけで10得点を記録する。そしてグレン・ライスの3Pシュートで62-60とレイカーズが逆転を果たした。第4Qに入ると今度はオニールの猛攻がペイサーズを襲い、オニールは第4Qだけで14得点をあげるが、ペイサーズもミラーの13得点などで対抗し、試合は最後までもつれた。ペイサーズは最後に決勝点をあげる機会を得たが、ラストショットを放ったトラヴィス・ベストのシュートは、猛突進してきたオニールのプレッシャーに負け、エアボールとなり、試合はオーバータイムへと突入した。
オーバータイムに入ってレイカーズは115－112とリードを奪ったが、残り2分33秒でついにオニールがファウルアウト。大黒柱を失ったレイカーズは窮地に追い込まれたかに見えたが、チームの危機をブライアントが救った。ペイサーズはオニールの不在を利用してインサイドから攻め、リック・スミッツの得点でその差を1点にまで縮めたが、ブライアントのジャンプショットで点差は再び3点となった。フィル・ジャクソンHCはブルズ時代にチームのピンチにはジョーダンを頼ったように、この時もトライアングル・オフェンスを捨て、ボールをブライアントに集めるよう指示した。ペイサーズはなおもスミッツで攻め、そしてブライアントが得点を返すという展開が続き、レイカーズが118-117の僅か1点リードでオーバータイムは残り30秒を切った。ブライアントにはミラーが執拗にマークにつき、ボールを持ったブライアン・ショウはパスを出すことができず、自らゴール下に切り込んでシュートを放った。ボールをリムに弾かれたが、リバウンドに飛び上がったブライアントがボールを掴むと、ゴールに背中を向けたままボールを放り上げ、それが見事にバスケットに収まった。このブライアントのクラッチシュートが決め手となり、レイカーズがオーバータイムまでもつれた接戦を120－118で制した。
ブライアントはこの日足首に負傷を抱えながらも47分間プレイし、28得点を記録。試合後の会見ではオニールが抜けて窮地に追い込まれたことで「むしろ楽しくなった」とコメントし、プレッシャーの掛かった最終局面は「いつも夢見ていた展開だった」と大物ぶりを窺わせた。オニールは最後はファウルアウトとなったが、36得点21リバウンドと、この日も怪物級の数字を残したほか、ロバート・オーリーも17得点を記録した。ペイサーズはミラーが35得点、スミッツが24得点、ローズが14得点したほか、ベンチ陣も3人が二桁得点するなど総力を尽くしたが、オニールをファウルアウトに追い込むことには成功しても、同時にブライアントを抑えることは至難の業だった。

#### 第5戦
劇的な勝利で優勝に王手を掛けたレイカーズだが、第5戦では手痛いしっぺ返しを食らった。このシーズン限りでヘッドコーチから退く意向を示しているバードに、ホームでの最後の勝利を奉げるべく、ペイサーズが奮闘。レイカーズを120-87の大差で破った。
ミラーは試合開始から4点プレイを含む5本連続シュートを成功させ、またローズの放つ3Pシュートも次々と決まり、ペイサーズが序盤から試合を支配した。前半を終了した時点で65-45と大差がつき、後半もペイサーズファンの「ラリー」の大合唱の中で猛攻撃が続いた。最終的についた点差は33点で、これはレイカーズにとって、1985年にラリー・バード率いるボストン・セルティックスに34点差で惨敗した"大虐殺記念日"以来のファイナルでの大敗だった。
ペイサーズはローズが32得点、ミラーが25得点、クロージャーが13得点9リバウンドを記録。レイカーズはオニールが35得点11リバウンドと奮闘したが、ブライアントをはじめ他が振るわなかった。

#### 第6戦
第5戦での大勝の余勢を駆って、ペイサーズは第6戦序盤をアップテンポな展開に持ち込むことで優位に進めた。第2Qにはオニールがこのクォーターだけで15得点を決め反撃に打って出るも、"第2Qの男"クロージャーがまたもや第2Qだけで10得点する活躍を見せ、56-53とリードして前半を終えた。第3Qにはミラー、ローズ、マーク・ジャクソンが奮闘を見せ、第3Qのペイサーズの28得点のうち、24得点をこの3人であげた。第4Qを迎える時点でペイサーズは5点のリードを保ち、また試合の流れもペイサーズに傾いていたことから、シリーズは第7戦までもつれ込むかに思われた。
しかし第4Qに入るとレイカーズの猛反撃が始まった。外からはフィッシャーの3Pシュートが決まり、中ではオニールが他を圧倒した。そして第4Qが始まって3分が経過した時、オニールのシュートが決まり、92-91とレイカーズが第1Q以来のリードを奪った。その後もレイカーズの猛攻は続くが後がないペイサーズも粘り、残り1分32秒にはクロージャーのフリースローで110-109の1点ビハインドまで食らいついたが、ペイサーズの反撃もここまでだった。ライスとブライアントがそれぞれフリースロー2本ずつを決めて、114－109と残り13秒で決定的な点差がつき、ペイサーズはファウルゲームを選択するも点差は縮まらず、116－111でレイカーズが勝利し、11年ぶり12回目の優勝を決めた。
念願の優勝を勝ち取った瞬間、ブライアントはオニールに飛びつき、チームメイトらに囲まれたオニールは思わず涙を流した。また会場に訪れていたマジック・ジョンソンは、現役のレイカーズ選手が歓喜に沸くコートの隅で、かつてのライバルであるバードに歩み寄り、彼の健闘を讃えた。
ファイナルMVPにはシリーズ平均38.0得点16.7リバウンドを記録し、この日も41得点12リバウンド4ブロックと暴れ抜いたシャキール・オニールが選ばれた。これでオニールは得点王、オールスターMVP、シーズンMVP、ファイナルMVP四冠を達成した、マイケル・ジョーダン以来2人目の選手となる。ジョーダン以後のNBAを支配するのは誰か、その問いに答えが出た瞬間だった。ペイサーズのラリー・バードHCもオニールの怪物ぶりを「リーグで最も支配的な選手」と評した。またブライアントは第6戦で26得点10リバウンド、ライスは16得点を記録。ペイサーズはローズが29得点、ミラーが25得点、デイル・デイビスが20得点14リバウンド、クロージャーが16得点、マーク・ジャクソンが10得点11アシストを記録した。
フィル・ジャクソンはヘッドコーチとなってこれで7回目の優勝となり、その名声をますます高めた。ロン・ハーパーはブルズ時代とあわせて4回目、A.C.グリーンは"ショータイム"時代とあわせて3回目（最後の優勝から12年の期間を経ての優勝はNBA最長記録）、ロバート・オーリーも3回目、ジョン・サリーはデトロイト・ピストンズ時代、ブルズ時代とあわせて4回目の優勝となり、異なる3つのチームで優勝した初の選手となった。
バードはファイナル終了後の会見で「彼らは今後何年かに渡って、"何か"をする機会を得た」と語った。彼の言うとおり、レイカーズの名門復活は、レイカーズ王朝時代の到来が始まったことを意味した。オニールは文句なしに2000年代初頭最強のセンターとなり、またブライアントもジョーダン以後最高のシューティングガードの一人として活躍。オニールとブライアントという稀代の名コンビに支えられ、レイカーズは再びの黄金期を迎える。
一方のペイサーズはこのシーズンの成功にもかかわらず、現行の戦力維持よりもチーム内の世代交代を積極的に進め、翌シーズンから一時上位戦線から撤退することになる。

#### 結果
| チーム                   | 第1戦 | 第2戦 | 第3戦 | 第4戦 | 第5戦 | 第6戦 | 結果 |
| ------------------------ | ----- | ----- | ----- | ----- | ----- | ----- | ---- |
| ロサンゼルス・レイカーズ | 104   | 111   | 91    | 120   | 87    | 116   | 4    |
| インディアナ・ペイサーズ | 87    | 104   | 100   | 118   | 120   | 111   | 2    |

インディアナ・ペイサーズ　コーチ：ラリー・バード 

レジー・ミラー |
ジェイレン・ローズ |
リック・スミッツ |
オースティン・クロージャー |
デイル・デイビス |
トラヴィス・ベスト |
マーク・ジャクソン |
アル・ハリントン |
サム・パーキンス |
クリス・マリン |
ジェフ・フォスター |
デリック・マッキー |
ジョナサン・ベンダー |
ザック・タバック |
備考
- ロサンゼルス市民にとっては久しぶりに優勝とあって、試合直後からステイプルズ・センターの周囲で興奮したファンによる暴動が起き、その被害総額は100万ドルにのぼった。この時の教訓を活かし、翌シーズンのファイナルではロサンゼルス警察による警備が強化されている。
- このシーズンからレイカーズのホームアリーナとなったステイプルズ・センターは、シュートを入れるのが難しいアリーナとされていた。ペイサーズもステイプルズセンターでの第1戦、第2戦でシュートするのに苦しんだため、ラリー・バードHCは第6戦の前日、ステイプルズセンターでのシュート練習を希望した。しかし当日はフットボールの試合があったため彼の希望は通らず、この事態にバードは少なからず動揺したという。

## ラストシーズン
- テリー・カミングス　（1982-2000）　得点力に優れたパワーフォワードとして1980年代のミルウォーキー・バックスやサンアントニオ・スパーズなどの強豪チームで活躍したが、キャリア中盤に膝の故障を負って以降はベンチ要員となり、各チームを転々とした。
- デイル・エリス　（1983-2000）　正確なシュート力を武器に活躍したシューティングガード。
- チャールズ・バークレー　（1984-2000）　NBA史上屈指のパワーフォワードとして活躍したが、ついに悲願の優勝は叶わぬまま引退となった。ラストシーズンの最初の19試合をプレイした後、膝の故障で欠場が続き、このまま引退かに思われたが、4月19日のバンクーバー・グリズリーズ戦で意地の復活を見せ、6分間のプレイで2得点を記録した。引退後も解説者となって、相も変らぬ歯に衣着せぬ物言いでNBAを盛り上げている。
- デニス・ロッドマン　（1986-2000）　シカゴ・ブルズ退団後は活躍の場を見出すことができず、ダラス・マーベリックスでプレイしたこのシーズン中に解雇され、NBAから離れた。以後も破天荒な人生を歩み、NBAで稼いだ財産は殆ど使ってしまったと言われている。
- ジョン・サリー　（1986-2000）　ロールプレイヤーながらデトロイト・ピストンズとシカゴ・ブルズで3度の優勝を経験。一時ヨーロッパに渡っていたが、このシーズンにNBAに復帰し、ロサンゼルス・レイカーズで4度目の優勝を経験して引退した。引退後はスポーツ番組のホストを務めている。
- アーメン・ギリアム　（1987-2000）　引退後はコーチ職に転向。独立リーグでコーチを務めていた際には選手として現役復帰を遂げている。
- ケビン・ジョンソン　（1987-97, 97-98, 99-2000）　これで3度目の引退となる。古巣フェニックス・サンズが危機に陥っては現役復帰し、その度にチームを窮地から救った。引退後の2008年にはサクラメント市の市長となった。
- レックス・チャンプマン　（1988-2000）　優れたシュート力と迫力あるダンクで活躍した。引退後はキャリア後半にプレイしサンズなどのスタッフとなるほか、解説者も務めた。
- リック・スミッツ　（1988-2000）　インディアナ・ペイサーズ一筋12年プレイした224cmのオランダ出身センター。
- B.J.アームストロング　（1989-2000）　引退後はブルズの役職に就き、解説者も務めた。